# De l'origine du XXIe siècle
Pour plus de détails, voir Fiche technique et Distribution.
De l'origine du XXIe siècle est un court-métrage documentaire franco-suisse réalisé par Jean-Luc Godard et sorti en 2000. Produit par Canal+ à la demande du Festival de Cannes, il a été projeté lors de la cérémonie d'ouverture du festival le 10 mai 2000. C'est la dernière œuvre de Godard du XXe siècle et la première du XXIe siècle.

## Vue d'ensemble
D'une durée de 16 minutes, le film est selon Antoine de Baecque « un requiem cauchemardesque du siècle qui s'achève et une prophétie apocalyptique de celui qui commence, comme les funérailles d'une histoire mort-née ».
Le commentaire en voix hors champ cite des textes de Georges Bataille, Henri Bergson, Henri Vacquin et A. E. van Vogt pendant qu'à l'écran défile une succession d'extraits d'autres films documentaires ou de fictions ainsi que des images de guerre. Sont entre autres présentés des extraits de Shining (1980) de Stanley Kubrick et de France, tour, détour, deux enfants (1979) de Godard et Anne-Marie Miéville ; le dernier plan de Jean Seberg dans À bout de souffle (1960) qui récite « Qu'est-ce que c'est, dégueulasse ? » ainsi que des scènes du dernier segment (Le Modèle) du Plaisir (1952) de Max Ophüls, ainsi que des scènes des Dernières Vacances (1947) de Roger Leenhardt, de Vampyr (1932) de Carl Dreyer, et bien d'autres fictions, ainsi que le conflit en Bosnie-Herzégovine, la guerre du Viêt Nam, la Seconde Guerre mondiale, les funérailles de Lénine, la pendaison de Nicolae Ceaușescu ou le regard d'Adolf Hitler, et bien d'autres documents d'actualités. Des actes de tortures ainsi que des images pornographiques sont insérées parmi le flot des images pour composer cette histoire du cinéma au XXe siècle.
En revanche, les œuvres picturales sont exclues du film « comme si l’art avait été interdit dans le jardin d'Éden, sous peine de mort ».

## Fiche technique
- Titre original : De l'origine du XXIe siècle[3]
- Réalisation, scénario et montage : Jean-Luc Godard
- Photographie : Julien Hirsch
- Musique : Hans Otte
- Sociétés de production : Vega Film, Canal +
- Pays de production :  France -  Suisse
- Langue originale : français
- Format : couleur et noir et blanc - 35 mm
- Durée : 16 minutes
- Genre : documentaire
- Date de sortie :
  - France : 10 mai 2000 (Festival de Cannes 2000)

## Distribution
- Pierre Guyotat : narrateur
- Ronald Chammah : narrateur